# Arco conexo
En topología un espacio topológico se dice que es conexo por arcos o arcoconexo si dos elementos cualesquiera pueden conectarse mediante una curva homeomorfa al intervalo unidad.

## Definición
Sea {\displaystyle (X,{\mathcal {T}})} un espacio topológico. Un arco en {\displaystyle X_{}^{}} es un embebimiento {\displaystyle \sigma :[0,1]\longrightarrow X}, es decir, una aplicación continua que es un homeomorfismo restringida a su rango {\displaystyle \sigma :[0,1]\longrightarrow \sigma ([0,1])}. Obviamente se puede sustituir {\displaystyle [0,1]_{}^{}} por cualquier otro intervalo cerrado {\displaystyle [a,b_{}^{}]}, ya que son todos homeomorfos.
Se dice que {\displaystyle (X,{\mathcal {T}})} es un espacio conexo por arcos o arcoconexo si para cada par de puntos distintos {\displaystyle x,y\in X}, existe un arco {\displaystyle \sigma } tal que {\displaystyle \sigma (0)=x_{}^{}} y {\displaystyle \sigma (1)=y_{}^{}}.

## Conexión por arcos y por caminos
Es obvio que todos los espacios conexos por arcos son conexos por caminos. El recíproco no es en general cierto. Como contraejemplo basta considerar la recta con dos orígenes: Tómense dos copias de la recta real, {\displaystyle \mathbb {R} \times \{0\}} y {\displaystyle \mathbb {R} \times \{1\}}. Definimos la recta con dos orígenes como el espacio cociente {\displaystyle R} que se obtiene al identificar {\displaystyle (t,0)} con {\displaystyle (t,1)} si {\displaystyle t\neq 0}. Intuitivamente, este espacio es como la recta real, pero posee dos orígenes (las clases de equivalencia de {\displaystyle (0,0)} y {\displaystyle (0,1)}) que son imposibles de separar. Luego este espacio no es de Hausdorff. Más aún, no existe ningún arco que una ambos orígenes. Por lo tanto {\displaystyle R} no es arcoconexo, pero es sencillo comprobar que sí es conexo por caminos.
A pesar de que en general ambas nociones son distintas coinciden en una de las clases más importantes de espacios topológicos, los Hausdorff.
- Datos: Q11679929